# Jean-Jacques Blanpain
Jean-Jacques Blanpain (Marsiglia, 4 dicembre 1777 – Marsiglia, 5 agosto 1843) è stato un astronomo francese.

## Biografia
Ammesso nel 1797 all'osservatorio di Marsiglia come sovrannumerario, ne fu nominato direttore nel 1810, dal Bureau des longitudes che sovrintendeva le ricerche astronomiche in Francia, alla morte di Joseph Thulis. Nel 1813, sotto la sua direzione, Jean-Louis Pons, precedentemente custode dell'istituto, fu assunto invece come assistente. Blanpain fu sostituito nel dicembre del 1821 dal giovane Adolphe Gambart.
Il 28 novembre 1819 scoprì da Marsiglia la cometa 1819 W1, che oggi porta il suo nome.